# Coup d'État de Rucunshu
Le coup d'État de Rucunshu – également connu sous le nom de « révolution de palais de Rucunshu » – est un évènement sanglant de la fin de l'année 1896 qui marqua durablement l'histoire du Rwanda. Dans les nombreuses publications qui s'interrogent sur les origines possibles du génocide au Rwanda en 1994, les références à Rucunshu ne sont pas rares et certains sont allés jusqu'à parler de ce coup d'État comme d'un « premier génocide ».

## Évènements
À la fin du XIXe siècle, le long règne du mwami (roi) Kigeri IV Rwabugiri, marqué par une intense activité militaire, s'achève de manière inattendue en 1895 lorsque le souverain, parti réprimer une rébellion dans le Bushi (actuelle RDC), tombe gravement malade et meurt.
Dès 1889 Kigeri IV avait pris des dispositions pour sa succession et décidé que son fils Rutarindwa lui succèderait sous le nom de Mibambwe IV Rutarindwa. La mère de l'enfant étant déjà décédée et la position de reine-mère étant particulièrement importante dans la monarchie rwandaise, il a confié ce rôle à une autre de ses femmes, Kanjogera, issue du clan des Bega. Or celle-ci a déjà un fils, Musinga. À la mort du mwami, Mibambwe IV Rutarindwa est intronisé, mais deux clans s'opposent aussitôt à la cour, complots et massacres se multiplient. Avec l'aide de son frère Kabare, chef militaire habile, la reine-mère Kanjogera fomente un coup d'État qui se solde par l'incendie de la résidence royale, la mort du jeune roi et de son entourage, et l'arrivée au pouvoir de son demi-frère Musinga, sous le nom dynastique de Yuhi V Musinga.
Cependant les luttes de pouvoir se poursuivent, car Musinga, encore trop jeune pour régner, est fils unique, alors que le roi défunt compte plusieurs frères, potentiels prétendants au trône. La reine-mère et son frère exercent la régence et éliminent les opposants.

## Postérité
Ces évènements divisèrent durablement le Rwanda et marquèrent les esprits. 
E. Ruhashya a consacré un long poème épique à cet épisode sanglant.
Jean-Chrysostome Nsabimana dit Seruhuga (1946-1987) est l'auteur d'une pièce de théâtre politique intitulée Mburanye Rucunshu qui lui valut la prison.
Aujourd'hui encore, l'expression « byacikiye ku Rucunshu » – « les choses se sont déchirées (comme) à Rucunshu » – s'applique à tout affrontement meurtrier.